# Mercy, Mercy
Singles de Don Covay and the Goodtimers
The Froog
(1964) Take This Hurt Off of Me
(1964)
Mercy, Mercy (parfois appelée Have Mercy) est une chanson soul enregistrée pour la première fois par le chanteur et compositeur américain Don Covay en 1964. Elle établit la carrière d'enregistrement de Covay et influence les styles de voix et de guitare ultérieurs. L'écriture de la chanson est généralement attribuée à Covay et Ron Alonzo Miller, bien que les noms d'autres auteurs soient également apparus sur diverses versions.
À la fin de 1964, la chanson devient un succès, atteignant la première place du classement R&B du magazine Cash Box et la 35e place du palmarès Hot 100 de Billboard. Plusieurs autres artistes enregistrent Mercy, Mercy, dont une version bien connue des Rolling Stones parue sur leur album Out of Our Heads en 1965. Plus récemment, la version originale de Covay retient l'attention pour être l'un des premiers enregistrements de Jimi Hendrix en tant que musicien de session.
En 1995, Mercy, Mercy est sélectionnée par le Rock and Roll Hall of Fame, comme l'une des « 500 chansons qui ont façonné le rock 'n' roll ».

## Enregistrement
En 1964, après des années d'écriture et d'enregistrement de chansons pour plusieurs maisons de disques, Don Covay est de nouveau à la recherche d'un contrat. Une session d'enregistrement est organisée pour le 13 mai 1964 au studio A1 à New York, dirigé par le cofondateur d'Atlantic Records, Herb Abramson. Le disc jockey Nathaniel « Magnificent » Montague de la station de radio new-yorkaise WWRL finance la session. Covay donne plusieurs versions du déroulement de l'enregistrement. Dans l'une, Mercy, Mercy est enregistré le jour suivant un concert bien réussi par Covay et son groupe les Goodtimers la nuit précédente. Pour la session, divers membres des Goodtimers sont mentionnés, dont le guitariste Ronald Alonzo Miller (également suggéré comme bassiste), le chanteur suppléant George « King » Clemons, le bassiste Horace « Ace » Hall, le batteur Bernard Purdie, le guitariste Bob Bushnell, le guitariste Jimmy Johnson (en) et un certain jeune guitariste du nom de Jimi Hendrix,,.

## Analyse musicale
Le critique musical Richie Unterberger décrit Mercy, Mercy comme un « air soul avec une allure d'évangile dans le ton suppliant des paroles ». La chanson s'ouvre sur le refrain, chanté par Covay avec une harmonie dans le registre supérieur : 

« Have mercy, have mercy baby
Have mercy, have mercy on me »

« Aie pitié, aie pitié bébé
Aie pitié, aie pitié de moi »

Les paroles d'ouverture conduisent certains à intituler la chanson Have Mercy.
La voix de Covay est décrite comme « passionnée » et « assurée »,. L'historien musical Peter Guralnick note que les parties de guitare « ont établies un nouveau son soul dominé par [cet instrument] ». Elles jouent un rôle principal, à commencer par l'introduction en accords, que l'écrivain musical Keith Shadwick décrit comme « des motifs rythmiques qui sont des modifications de bon goût des motifs privilégiés par Curtis Mayfield et Jimmy Johnson – et il a été suggéré que c'est Johnson qui a participé en personne à l'enregistrement ». Covay rappelle que la chanson est enregistrée en une ou deux prises, et que les remplissages supplémentaires d'une seule note en fondue de fermeture suggèrent la présence d'un second guitariste ou d'un overdub.

## Parution et réception
Rosemart Records publie Mercy, Mercy, avec le nom d'artiste Don Covay and the Goodtimers, en tant que single en août 1964. L'ancien label du producteur Abramson, Atlantic, reprend la distribution et le single entre dans le Billboard Hot 100 le 5 septembre 1964. Le single atteint la 35e place lors de ses dix semaines de présence dans le classement. C'est également un succès sur le marché du RnB, atteignant la première place du classement Cash Box R&B (le classement RnB de Billboard était suspendu à l'époque).
Un pressage original du single Rosemart crédite comme compositeurs « Covay-Miller ». L'organisation de droits d'auteurs BMI présente les auteurs Donald Covay et Ronald Alonzo Miller. Cependant, différentes versions répertorient « Covay-Ott », comme c'est le cas dans l'album Mercy! de Covay (Atlantic SD-8104) et le single britannique paru chez Atlantic UK (AT.4006) (où Horace Ott joue des claviers et est crédité sur plusieurs chansons de Mercy!). De plus, Miller est parfois identifié sous les noms de « Ronald Norman Miller », un compositeur du label Motown, et «  », un auteur-compositeur par la suite catégorisé RnB. BMI ne répertorie pas Mercy, Mercy parmi les crédits d'écriture de chansons d'Ott ou des autres Miller.

## Implication de Jimi Hendrix
À partir de 2002, on attribue généralement à Jimi Hendrix l'erengistrement d'une partie à la guitare sur Mercy, Mercy,,. Selon le chanteur suppléant Clemons : « Curtis Knight, Jimmy [Jimi Hendrix] et moi vivions tous dans le même immeuble – autour de la 81e rue [près du studio A1]… Don Covay est venu chercher un contrat d'enregistrement. Il avait l'habitude d'aller dans les clubs de Harlem à la recherche de quelqu'un à faire jouer… sur des chansons qu'il cherchait à vendre à Atlantic [Records]. Il disait : "J'ai ce morceau pour lequel je veux que tu m'aides… viens au studio… Peux-tu chanter cette partie ? Peux-tu incarner ce rôle ? » Covay a parfois identifié Hendrix comme participant à l'enregistrement à certains moments et ne le mentionne pas à d'autres. Selon le biographe de Hendrix, Steven Roby, Hendrix « est arrivé au studio A1 [et] a été invité à jouer un simple riff RnB à la Curtis Mayfield et à rester dans son simple rôle d'accompagnateur. » Cependant, Shadwick pense que le guitariste de la chanson « joue certainement un rôle principal - et cela suggère peut-être qu'un membre régulier du groupe exécute une routine bien apprise plutôt qu'un remplacement de dernière minute ». L'écrivain musical David Malvinni décrit la performance de Hendrix comme suit : « Hendrix combine habilement des accords avec une ligne mélodique dans un style qui parviendra plus tard à son plein développement dans sa chanson incontournable Little Wing. »

Selon Clemons, Hendrix a interprété Mercy, Mercy dans plusieurs petits clubs avant la sortie du single de Covay. Le guitariste de Booker T. and the M.G.'s, Steve Cropper, s'est souvenu d'avoir rencontré Hendrix au studio Stax Records à Memphis en 1964, lorsque Hendrix a mentionné qu'il avait joué sur Mercy, Mercy de Covay : 

« J'étais abasourdi… car c'était l'un de mes disques préférés à l'époque. Je ne travaillais pas encore avec Don [Covay], mais j'ai demandé à Jimi de me montrer ce super jeu d'accords qu'il jouait. [Plus tard] Jimi a pris ma guitare et a commencé à jouer ce truc à l'envers [Cropper jouait de la guitare pour droitier, tandis que Hendrix jouait de la main gauche]. J'ai ri et lui ai dit : « Je ne peux pas apprendre ce jeu en le regardant de cette façon. » »

Le souvenir de Cropper est étayé par une interview d'Hendrix datant de 1968 au magazine Rolling Stone : « Il [Cropper] m'a montré comment jouer beaucoup de choses et je lui ai montré comment j'ai joué sur Have Mercy ou un truc du genre. » Cropper a ensuite enregistré une version instrumentale de la chanson avec Booker T. and the MG's pour leur album Soul Dressing sorti en 1965.
Hendrix a interprété Mercy, Mercy avec Curtis Knight and the Squires en 1965. Une version live avec Knight au chant a été enregistrée au George's Club 20 à Hackensack, dans le New Jersey ; il est apparu plus tard sur l'album pirate allemand Mr. Pitiful (Astan 201019) sorti en 1981 par le manager de Curtis Knight Ed Chalpin crédité comme producteur. Hendrix a également interprété la chanson en 1966 avec son groupe Jimmy James and the Blue Flames au Café Wha? dans le quartier new-yorkais de Greenwich Village. En Angleterre, plus tard cette année, Noel Redding a rappelé que c'était l'une des premières chansons qu'il avait jouées lors de son audition pour le groupe The Jimi Hendrix Experience ; c'était aussi la première chanson interprétée lors de l'audition de Mitch Mitchell (Redding avait initialement auditionné avec le batteur Aynsley Dunbar).
Lors des premiers concerts du Jimi hendrix Experience lors d'une courte tournée en France en octobre 1966, et avant de travailler sur des chansons originales, ils ont joué la chanson avec quelques autres reprises RnB lors de leurs sets d'ouverture de 15 minutes. Une performance du Experience au Flamingo Club de Londres le 4 février 1967 a été enregistrée et publiée sur plusieurs albums pirates. Hendrix annonce la chanson comme « un enregistrment de rock 'n' roll RnB Top 40 très simple… une petite chose appelée Have Mercy… Have Mercy on Me, Baby. » La chanson de trois minutes et demie présente un travail de guitare plus élaboré et entraînant, bien qu'elle reste axée sur les accords.

## Version des Rolling Stones

### Enregistrement
Pistes de Out of Our Heads
She Said Yeah
(1) Hitch Hike
(3)
Les Rolling Stones ont enregistré une reprise de Mercy, Mercy au cours d'une des sessions d'enregistrement aux studios Chess, à Chicago, alors qu'ils commençaient à s'éloigner de leur répertoire blues et RnB de leurs débuts,. La première tentative d'enregistrement a lieu lors de la deuxième session au studio Chess en novembre 1964. Cette version, que Malvinni qualifie de « version de travail », reste inédite. Lors de leur troisième visite aux studios Chess, ils enregistrent la version définitive de la chanson. La séance a lieu le 10 mai 1965, aux côtés de l'ingénieur-son Ron Malo,.

### Analyse artistique
Les Stones suivent généralement la version de Covay, mais Unterberger note le travail à la guitare : « [ils] ont vraiment augmenté la puissance de la guitare, comme on l'entend dans la section d'ouverture mémorable des guitares entrelacées et, plus particulièrement, dans les jeux de guitare à l'effet fuzz en plein essor qui sous-tendent les couplets ». Malvinni commente le développement de la chanson depuis la première tentative : « [Le guitariste Keith] Richards avait absorbé la partie de guitare, et il donne une interprétation originale, stridente et plus improvisée du jeu de Hendrix, et une avec plus de confiance rythmique que sa première interprétation de la chanson. En général, avec un timbre légèrement saturé (déformé) et une verve audacieuse, Richards emmène la chanson dans le sens du rock.. » Le chant de Mick Jagger sur la chanson a été comparée à celle de Covay. Steve Huey, critique d'AllMusic, note qu'« [il] a clairement basé sa voix sur celle de Covay, ce qui a apparemment eu un impact durable sur la façon dont Jagger a ensuite utilisé sa voix. » Guralnick considère le style de Covay comme une « influence formatrice » sur Jagger, qui « gagnait en confiance en tant que chanteur soul-rock. »

### Parution et accueil
L'interprétation de la chanson par les Stones n'est pas sortie en tant que single ; cependant, elle apparait en deuxième piste sur l'album Out of Our Heads sorti le 24 septembre 1965 au Royaume-Uni, et l'album se classe à la seconde place derrière Help! des Beatles. Aux États-Unis, la chanson sort deux mois plus tôt le 30 juillet 1965 en ouverture de l’album américain Out of Our Heads et celui-ci est le premier du groupe à être numéro un là-bas.
Le groupe a été filmé en train d'interpréter la chanson lors de leur première apparition avec Mick Taylor à Hyde Park le 5 juillet 1969, qui a ensuite été incluse sur le DVD étendu de 2006 Stones in the Park.

## Autres versions
Mercy, Mercy fait également l'objet de nombreuses reprises par d'autres artistes, dont Booker T. and the M.G.'s (1965), Wilson Pickett, The Alan Price Set, The [Fabulous] Wailers (1966), Robert Palmer, Johnny et Edgar Winter (1976), Gary U.S. Bonds avec Chuck Jackson et Todd Rundgren (1993), Shemekia Copeland (1998) et Jeff Lynne (2012). Il existe également des versions enregistrées en espagnol, en finnois et en japonais.